# Жан I (герцог Бретані)
Жан I Рудий (*Jean Ier le Roux, бл. 1217/1218 — 8 жовтня 1286) — герцог Бретані у 1221—1286 роках.

## Життєпис

### Молоді роки
Походив з роду Дрьо. Син П'єра I і Аліси I, герцога і герцогині Бретонських. Народився у 1217 або 1218 році. Рано втратив матір — 1221 року. Після цього його було оголошено новим герцогом Бретані. Втім, з огляду на малий вік сина, його батько став регентом. У 1232 році брав участь у придушені заколоту баронів проти батька-регента. 1236 року відбувся шлюб з донькою Теобальда I, короля Наварри. За шлюбною угодою Жан отримував права спадкоємця Наварри.

### Герцог
Після його повноліття у 1237 році, П'єр I під тиском обставин та французького короля Людовика IX передав герцогство синові і Жан фактично став герцогом. З самого початку йому довелося придушувати заколот одного зі своїх васалів — П'єра де Краон, який до того зберігав вірність П'єру I. Це вдалося доволі швидко. Слідом за цим в Мелуні герцога було висвячено королем Людовиком IX на лицаря.
1239 року в Теобальда I Наваррського народився син-спадкоємець. Втім, Жан I не відмовився від прав на Наваррське королівство. У 1240 році Жан I випустив едикт щодо вигнання всіх жидів за межі герцогства і скасував усі борги християн останнім. У подальшому це завдало значної економічної шкоди герцогству. Разом з тим продовжив політику свого батька щодо зміцнення влади герцога. У 1240 році у Ерве III, віконта Леона, купує фортецю Брест.
З 1240 року стали напруженими відносини з духівництвом, викликаними бажанням герцога встановити свій контроль над єпископством Нанта. Новий єпископ Галеран виступив проти цього, закликавши на допомогу папський престол та відлучив Жана I від церкви.
У 1242 році рушив до Пуату на з'єднання з королем Франції, проти якого повстали Гуго Х Лузиньян, граф де Ла Марш, і Раймунд VII, граф Тулузи, за підтримки Генріха III, короля Англії. Герцог Бретані підпорядковує графа де ла Марш після перемоги королівських військ при Тайбурі (в ній умисно Жан I не брав участі).
1245 році уклав таємний союз з Англією, який був закріплений заручинами старшого сина герцога Жана з донькою англійського короля Беатріс (шлюб відбувся у 1259 році). Того ж року домігся налагодження стосунків з папою римським Інокентієм IV. У 1247 році з Жана I було знято анафему. Втім невдовзі його стосунки з Нантським єпископом знову погіршилися, натомість той у 1249 році знову відлучив герцога від церкви. У 1250 році Жан I купує замок Мюзіяк.
У 1254 році за 3 тис. ліврів герцог відмовився від своїх прав на Наварру. У 1256 році відвідав Рим, де вимушений був підкоритися усім вимогам папи римського та погодитися на непідвладність бретонських єпископів. Шляхта, незадоволена піднесенням церкви, підняло 1257 року заколот, який було придушено Жаном I.
1265 році купує у віконтів Леону митницю Сен-Матьє за 3 тис. ліврів, що значно збільшує наповненість скарбниці герцога Бретонського, а також прибирає до рук віконтство Гурен. Крім того придбав для сина П'єра у Алена II де Авагора сеньйорію Дінан.
У 1268 році отримав від Генріха III, короля Англії, графство Річмонд, яке невдовзі передав старшому синові Жану. Того ж року висловив бажання приєднатися до нового хрестового походу, який організовував французький король. Жан I супроводжував Людовика IX в Восьмому хрестовому поході 1270 року, але уникнув мору, що вразив короля та значну частину учасників походу, і щасливо повернувся до Бретані.
У 1272 році на чолі невеличкого загону приєднався до походу Філіппа III, короля Франції, проти Роже Бернара III, графа Фуа. В подальшому перебував у Бретані, займаючись внутрішніми справами. Протягом 1274—1276 років майже повністю скупив володіння віконтів Леону, насамперед замки Сен-Ренан, Плуарзель, Ле-Конке, Плугонвелен. Поступово передавав керування Бретанню спадкоємцю Жану. Викуповує також у Жанни Ла Ро-Дерр'єн замок Еде-Базуж, за борги конфіскує володіння Жоффруа де Ланво. Помер у 1286 році.

## Родина
Дружина — Бланка, донька Теобальда I, короля Наварри.
Діти:
- Жан (1239—1305), герцог Бретані у 1286—1305 роках
- П'єр (1241—1268), сеньйор Дінан
- Алікс (1243—1288), дружина Жана I Шатільйона, графа Блуа
- Теобальд (1245—1246)
- Теобальд (1247)
- Елеонор (1248)
- Ніколя (1249—1251)
- Роберт (1251—1259)